# Swissmint

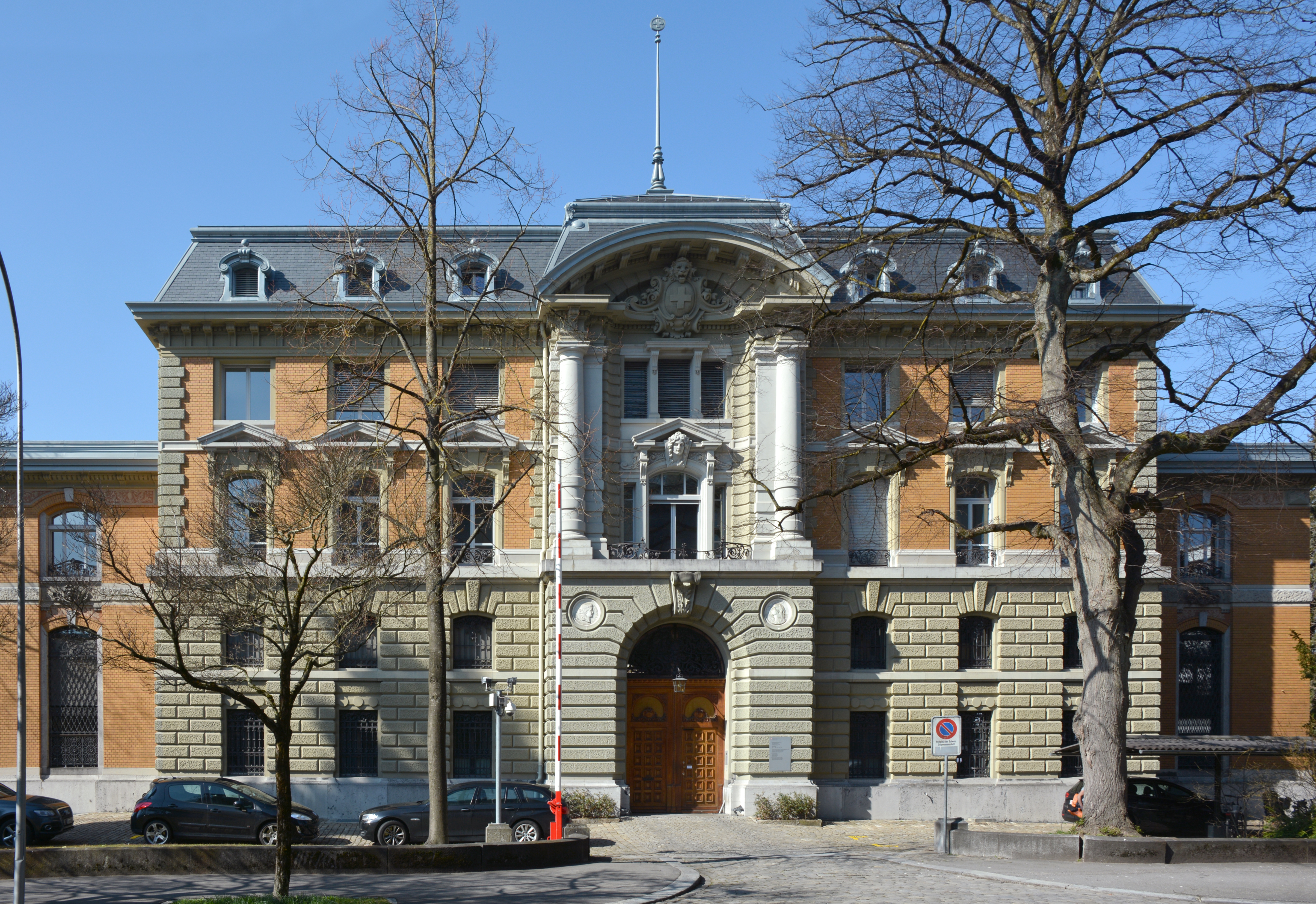
Swissmint in Bern

Die Swissmint (bis 1998: Eidgenössische Münzstätte) in Bern ist die offizielle Münzprägestätte der Schweiz. Sie ist der Eidgenössischen Finanzverwaltung unterstellt, ihre Hauptaufgabe ist das Prägen der Umlaufmünzen für den täglichen Zahlungsverkehr. Daneben produziert sie Sondermünzen, Gedenkmünzen und Medaillen. Weitere Aufgaben der Swissmint sind der Vertrieb der Sammlermünzen, die Zerstörung von verschmutzten, abgenutzten oder beschädigten Geldstücken und die Echtheitsprüfung von verdächtigten Münzen. Sitz der Swissmint ist ein von Theodor Gohl entworfenes und 1906 in Betrieb genommenes Gebäude im Berner Kirchenfeldquartier. Als Kulturgut von nationaler Bedeutung steht es unter Denkmalschutz.

## Geschichte

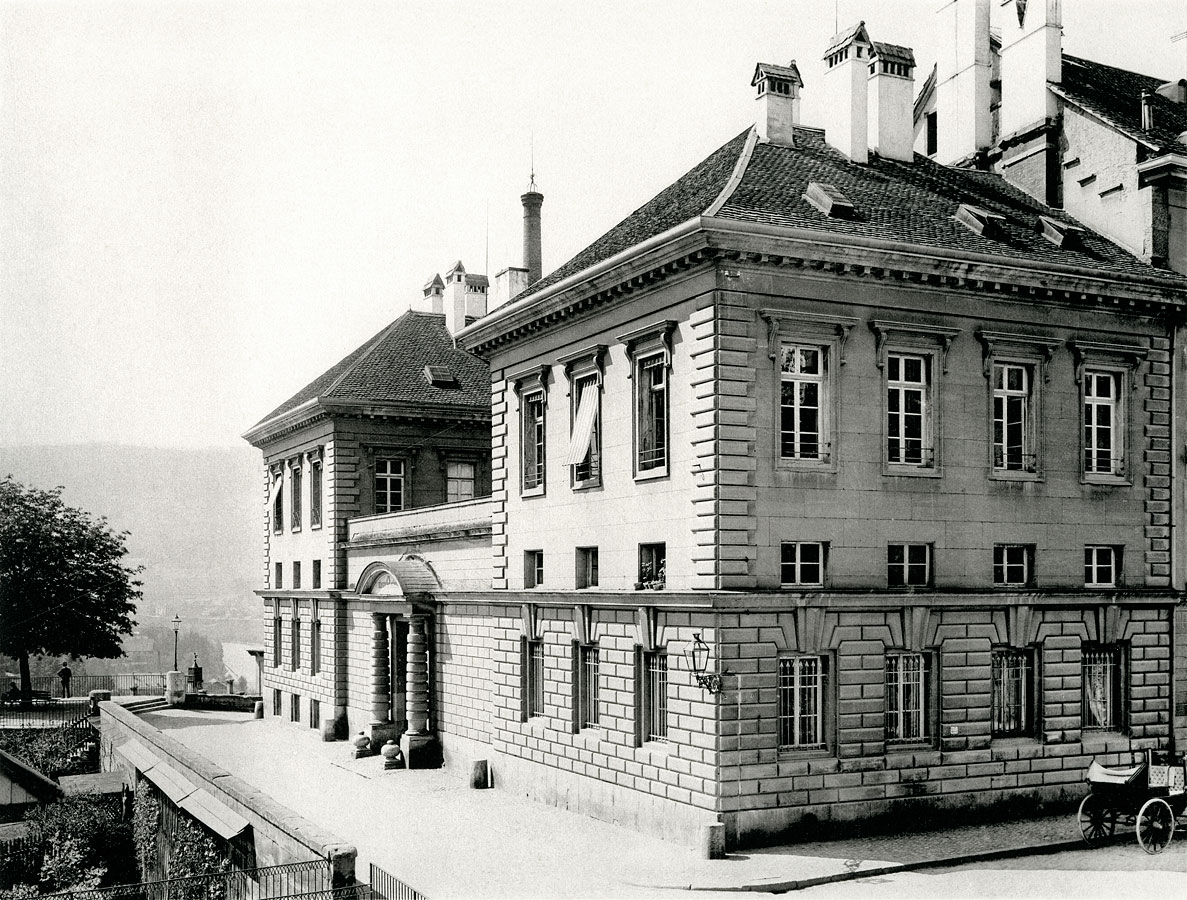
Münzstätte am früheren Standort, dem Gerberngraben

1850 führte der zwei Jahre zuvor gegründete Schweizer Bundesstaat den Schweizer Franken als einheitliche Währung ein. Da eine geeignete Produktionsstätte fehlte, wurden die Münzen zunächst in Frankreich geprägt. 1855 stellte der Kanton Bern nach langwierigen Verhandlungen eine seit 17 Jahren nicht mehr genutzte Münzstätte am Gerberngraben zur Verfügung. Dieses klassizistische Gebäude am Südrand der Berner Altstadt war zwischen 1790 und 1792 nach Plänen des französischen Architekten Jacques-Denis Antoine entstanden; die Bauleitung hatte damals Niklaus Sprüngli inne. In der Münzstätte wurde neben Münzen auch Briefmarken hergestellt; ausserdem war hier die Eidgenössische Eichstätte untergebracht.
Die Münzstätte am Gerberngraben erwies sich mit der Zeit als zu klein, weshalb die Direktion für Eidgenössische Bauten in den 1890er Jahren mit der Planung eines Neubaus begann. 1902 erwarb der Bund von der Erschliessungsgesellschaft Berne Land Company ein Grundstück im Kirchenfeldquartier. Ein neues Gebäude nach Plänen von Theodor Gohl war im Mai 1906 nach knapp dreijähriger Bauzeit vollendet. Die Bauübernahme erfolgte am 2. Juli 1906 durch den vollständig anwesenden Bundesrat. Die alte Münzstätte, 1891 in den Besitz des Bundes übergegangen, wurde 1910 an die Hotel Bellevue AG verkauft. Diese liess das Gebäude 1911 abreissen; an seiner Stelle entstand bis 1913 ein Neubau des Hotel Bellevue Palace.
Von 1855 bis 1930 war die Eidgenössische Münzstätte auch für die Produktion von Briefmarken zuständig. Die Verantwortung ging 1931 an die PTT-Verwaltung über, die Produktion erfolgte aber bis 1966 weiterhin in den Räumlichkeiten der Münzstätte. Bis zur Umstellung der Münzlegierung von Silber auf Kupfernickel im Jahr 1967 stellte die Münzstätte die Rondellen (Münzplatten) selbst her, gab sie dann aber aus Kapazitäts- und Rentabilitätsgründen auf. Die Herstellung der Prägewerkzeuge (Stempel) erfolgt weiterhin hier. Am 1. Januar 1998 erhielt die Eidgenössische Münzstätte einen neuen Status und den neuen Namen Swissmint. Seither ist sie eine selbständige Einheit der Eidgenössischen Finanzverwaltung mit Leistungsauftrag und Globalbudget.

## Gebäude

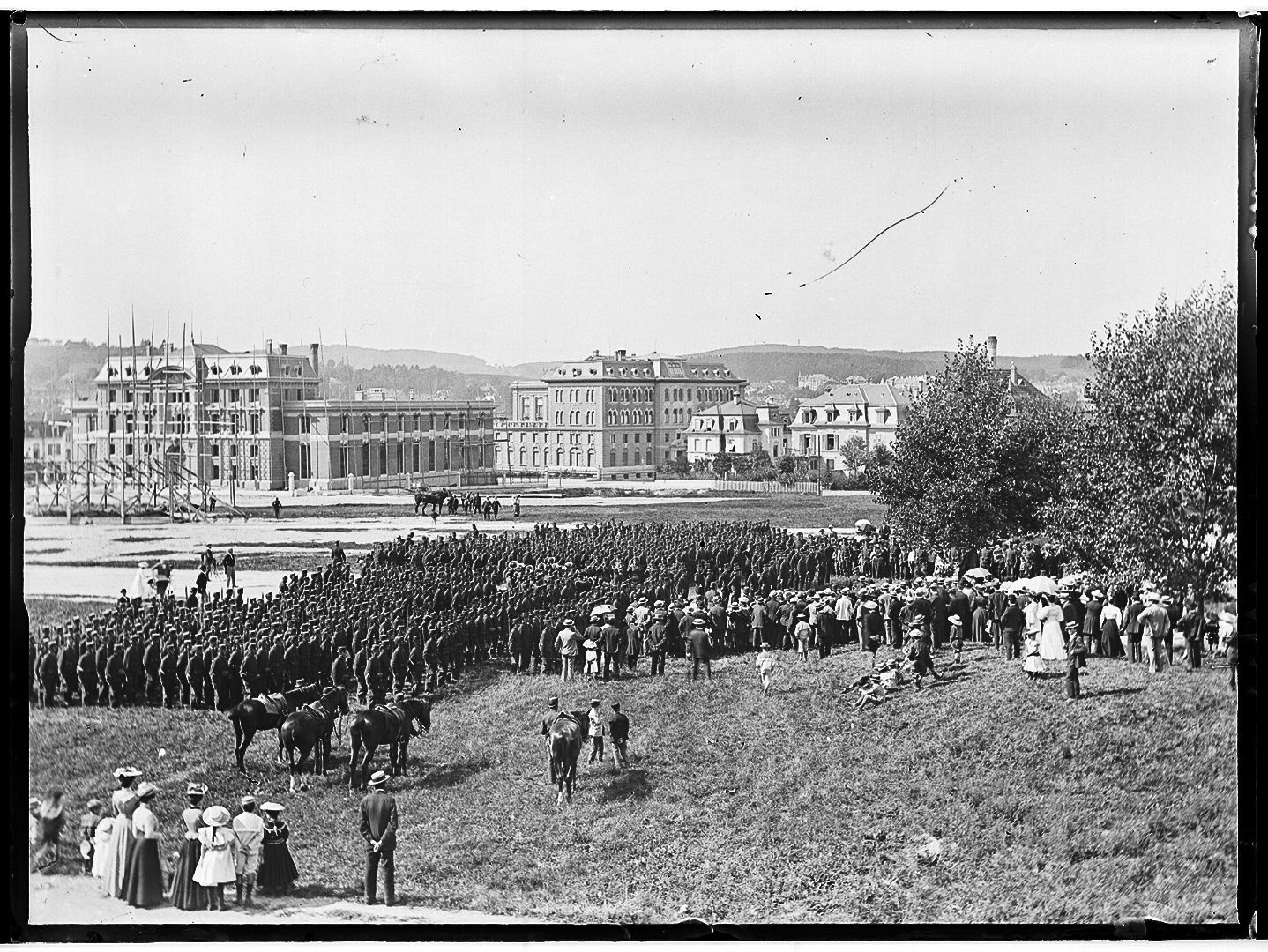
Das 1903 neue Gebäude (links)

Das Swissmint-Gebäude steht im Kirchenfeldquartier zwischen der Bernastrasse und der Aegertenstrasse. In unmittelbarer Nachbarschaft befinden sich das Schweizerische Bundesarchiv, das Gymnasium Kirchenfeld, die Schweizerische Nationalbibliothek und das Naturhistorische Museum Bern.
Das von Theodor Gohl im Neorenaissancestil erbaute Gebäude ist rechteckig und besitzt einen Innenhof, der Baukörper besteht aus hellroten Backsteinen mit Gesimsen und Schmuckelementen aus Sandstein, Kalkstein und Gneis. Auch das Sockelgeschoss besteht aus diesen Natursteinen. Halbsäulen und Pilaster schmücken den Mittelrisalit über dem Hauptportal. Darüber wölbt sich ein Segmentbogen, der eine Kartusche mit Schweizerkreuz umschliesst. Eine weitere Verzierung sind Reliefmedaillons von Giuseppe Chiattone. In den Werkstattflügeln zieren Mascarons die Segmentbögen der Erdgeschossfenster.

## Personalbestand ab 2007
| Jahr | Vollzeitstellen |
| ---- | --------------- |
| 2007 | 20              |
| 2008 | 27              |
| 2009 | 25              |
| 2010 | 27              |
| 2011 | 25              |
| 2012 | 25              |
| 2013 | 25              |
| 2014 | 24              |
| 2015 | 22              |
| 2016 | 22              |
| 2017 | 22              |
| 2018 | 21              |
| 2019 | 20              |
| 2020 | 21              |
| 2021 | 18              |
| 2022 | 16              |
| 2023 | 15              |
| 2024 | 17              |